# Троя (фільм)
«Троя» (англ. Troy) — історична драма 2004 року за мотивами поеми Гомера «Іліада». Номінувалась на отримання премії Оскар за найкращий дизайн костюмів.

## Сюжет
У 1184 році до н.е. цар Агамемнон об'єднує грецькі царства під своєю владою. Ахіллес — легендарний воїн — воює на боці Агамемнона, але зневажає його як тирана. Тим часом троянський принц Гектор та його брат Паріс прибувають до Спарти для укладання мирного договору з царем Менелаєм. Проте Паріс закохується в дружину Менелая — царицю Єлену — і таємно вивозить її до Трої.
Розлючений Менелай звертається по допомогу до свого брата Агамемнона, щоби розпочати війну проти Трої. Агамемнон охоче погоджується, оскільки підкорення Трої забезпечить йому контроль над Егейським морем. Він посилає Одіссея, царя Ітаки, щоб умовити Ахіллеса взяти участь у війні. Спочатку Ахіллес відмовляється, але після розмови зі своєю матір’ю Фетідою, дізнається, що похід до Трої принесе йому безсмертну славу, хоча й коштуватиме життя. Якщо ж залишиться вдома — житиме довго, але його ім’я забудуть.
У Трої цар Пріам вітає Єлену й готується до війни. Греки висаджуються на берег біля Трої, значною мірою завдяки доблесті Ахіллеса та його загону мирмідонців. Ахіллес захоплює храм Аполлона й бере в полон Брисеїду — жрицю, двоюрідну сестру Паріса і Гектора. Але коли Агамемнон зневажливо відбирає її у нього, Ахіллес відмовляється далі брати участь у бойових діях.
Тим часом троянці збирають своє 25-тисячне військо. Паріс викликає Менелая на поєдинок: якщо він переможе, війна завершиться, а Єлена залишиться в Трої. Менелай погоджується, але в бою майже вбиває Паріса. Гектор, щоб врятувати брата, вбиває Менелая, порушуючи умови дуелі. Агамемнон розлючений і наказує розгромити троянців. У битві Гектор вбиває Аякса, а греки зазнають великих втрат і змушені відступити. Агамемнон віддає Брисеїду солдатам на потіху, але Ахіллес рятує її. Тієї ж ночі вона намагається вбити Ахіллеса, але зрештою закохується в нього.
Бенджамін збирається залишити Трою, чим дуже засмучує свого двоюрідного брата і учня Патрокла. Той під виглядом Ахіллеса виходить на бій, але гине від руки Гектора. Дізнавшись про смерть Патрокла, Ахіллес прагне помсти. Наступного дня він викликає Гектора на двобій. Після напруженого поєдинку Ахіллес вбиває Гектора й прив’язує його тіло до колісниці, тягнучи його до грецького табору.
Вночі цар Пріам таємно приходить до Ахіллеса й благає повернути тіло сина. Засоромлений Ахіллес погоджується, дає Брисеїді повернутися до Трої й обіцяє дванадцять днів перемир’я для поховання Гектора. Також наказує своїм воїнам повернутися додому без нього.
Попри все, Агамемнон вирішує знищити Трою. Одіссей пропонує хитрість: греки будують величезного дерев’яного коня і вдають, що відступають, залишивши його як "подарунок". Пріам наказує затягти коня до міста. Вночі з нього виходять приховані воїни й відкривають ворота — починається захоплення Трої.
Місто охоплює різанина: чоловіки гинуть, жінок і дітей забирають у рабство. У той час Андромаха, Єлена та Паріс ведуть уцілілих через підземний хід, і Паріс передає Меч Трої Енею, наказуючи врятувати троянське майбутнє. Останні захисники Трої мужньо борються, але гинуть. Агамемнон вривається до палацу, вбиває Пріама й захоплює Брисеїду, але вона вбиває його кинджалом. Ахіллес, пробившись до палацу, рятує Брисеїду. Паріс, бажаючи помститися за брата, стріляє в Ахіллеса стрілою в п’яту, а потім ще кількома — Ахіллес вмирає, встигнувши попрощатися з Брисеїдою.
Після битви тіло Ахіллеса спалюють на похоронному вогнищі, і Одіссей бере участь у церемонії прощання.

## У ролях
- Бред Пітт — Ахіллес, найвидатніший ахейський воїн, вождь мірмідонян
- Пітер О'Тул — Пріам, цар Трої
- Ерік Бана — Гектор, старший брат Паріса, командувач троянського війська
- Орландо Блум — Паріс, син царя Трої
- Браян Кокс — Агамемнон, командувач об'єднаного війська ахейців-греків
- Шон Бін — Одіссей, цар Ітаки
- Діана Крюгер — Єлена, колишня цариця Спарти, дружина Менелая, вкрадена Парісом
- Брендан Глісон — Менелай, цар Спарти, молодший брат Агамемнона
- Саффрон Берроуз — Андромаха, дружина Гектора
- Кен Боунс — Гіппас
- Джулі Крісті — Фетіда, мати Ахіллеса
- Френкі Фіцджеральд — Еней
- Роуз Бірн — Брісеїда, двоюрідна сестра Гектора і Паріса, жриця храму Аполлона
- Ґаррет Гедлунд — Патрокл, двоюрідний брат Ахіллеса
- Тайлер Мейн — Аякс
- Джон Шрапнель — Нестор, радник Агамемнона
- Найджел Террі — Архептолем, старший жрець троянців
- Джеймс Космо — Главк, лікійський воєначальник, союзник троянців
- Джуліан Гловер — Тріоп, цар Фессалії
- Вінсент Ріган — Євдор, права рука Ахіллеса, мірмідонський воєначальник
- Тревор Ів — Веліор
- Натан Джонс — Багріс, фессалійський богатир

## Реакція
На час завершення прокату фільму загальні затрати досягли позначки приблизно в $175 млн. Це зробило Трою одним із найдорожчих фільмів у сучасній кінематографії. Без урахування інфляції Троя стоїть під номером 22 у списку найдорожчих фільмів усіх часів, а враховуючи інфляцію — під номером 13.
Покази Трої у США загалом зібрали $133 млн ($133 378 256). Загальна вартість фільму — $180 млн.
Понад 73 % від усіх зібраних коштів Троя отримала за межами США. Зрештою загальна сума виручки становила понад $497 млн доларів, що дозволило поставити фільм на 60-ту сходинку у списку найкасовіших фільмів усіх часів.
Реакція оглядачів на Трою була різна. На Rotten Tomatoes середній рейтинг склав 55 % із 215 оглядів, тоді як Yahoo! Movies оцінив фільм на «B-», на основі 15 оглядів.

## Цікаві факти
- Зйомки розпочалися 22 квітня в Лондоні (там знімалися всі павільйонні сцени). Низка батальних сцен спочатку планувалося знімати в Марокко, але після початку війни студія категорично відмовилася відправляти знімальну групу в мусульманську країну, і тому замість Марокко бій був знятий у Мексиці, у Лос-Кабос.
- Натурні зйомки знімалися на Мальті. Зйомки планувалося проводити на декількох пляжах, у морі, на окраїнах міста, а також у місті Троя, у спорудженому форті Рикасол на площі десяти акрів.
- У Мексиці кіношників переслідували урагани й зливи. Останній ураган обрушився на знімальний майданчик, коли робота була майже завершена. Через це робота над фільмом затяглася.
- Зйомки набули грандіозного масштабу. У Мексиці кілометри відкритих пляжів стали зоною висадження та плацдармом для військового табору грецької армії — храм Аполлона піднімається над полем бою, де зіштовхнулися армії 50 на 30 тисяч чоловік. Для зйомок цієї сцени були задіяні в хореографічній битві кілька тисяч озброєних і костюмованих статистів, згодом «помножені» на комп'ютері до необхідних масштабів.
- «Я не думаю, що будь-який письменник зміг би так чітко та безпомилково описати всі жахи війни, як Гомер, — розповідає режисер Петерсон. — У його роботах людську драму затьмарює жорстокість боїв».
- Кастинг на роль непереможного Ахіллеса був одним із ключових. Щоб вдихнути в легенду життя, кіновиробники запросили Бреда Пітта. «Бред володіє достатнім талантом і магнетизмом для цієї ролі», — ділився Петерсон.
- Режисер Петерсон пишається підбором акторів, зібраних для цього фільму. «Нам пощастило, ми вдало об'єднали роботу молодих акторів, чиї зірки вже починають сходити, разом із відомими акторами», — розповідав режисер.
- Заради фільму «Троя» режисер Вольфганг Петерсен відмовився від запропонованого проєкту «Бетмен проти Супермена», а Бред Пітт залишив проєкт «Фонтан».
- Бред Пітт провів пів року в напружених тренуваннях, щоб його тіло стало схожим на грецькі статуї.
- Продюсери пропонували стати режисером «Трої» Террі Гілліаму, однак той, прочитавши п'ять сторінок сценарію, відмовився.
- До зйомок у фільмі Ерік Бана жодного разу не сідав верхи на коня.
- Бред Пітт, що зіграв Ахіллеса, під час зйомок за іронією долі отримав травму ахіллового сухожилля.[5]